# آلبرت هریس (بازیکن فوتبال)
آلبرت هریس (انگلیسی: Albert Harris; ۱۶ سپتامبر ۱۹۱۲ – 1995 (aged 82)) بازیکن فوتبال اهل بریتانیا بود.
از باشگاه‌هایی که در آن بازی کرده‌است می‌توان به باشگاه فوتبال دارلینگتون، باشگاه فوتبال بارنزلی، باشگاه فوتبال هال سیتی، باشگاه فوتبال اسکانتورپ یونایتد، و باشگاه فوتبال نیوکاسل یونایتد اشاره کرد.